# Damdin Süjbaatar

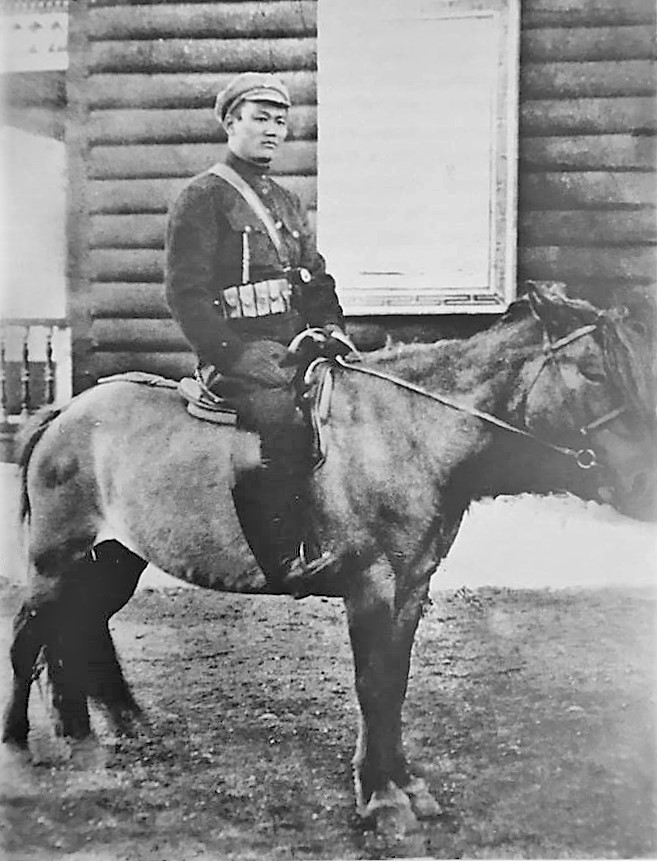
Sükhbaatar en los años 20.

Süjbaatar (en mongol: Дамдин Сүхбаатар, ᠳᠠᠮᠳᠢᠨ ᠤ ᠰᠦᠬᠡᠪᠠᠭᠠᠲᠤᠷ; también conocido como Süjbator y originalmente Süj; Сүх) (2 de febrero de 1893-22 de febrero de 1923) fue un líder militar mongol, considerado padre de la Mongolia moderna. Süjbator emancipó a su país de la tutela china, repartió tierras y rebaños y canceló la deuda externa.

## Primeros años
Süjbaatar nació en Maimaicheng (establecimiento comercial chino algunos kilómetros al este de Ikh-Jüree) como el tercero de cuatro niños. Sus padres habían abandonado su tienda en el aimag de Setsen Khan, y su padre vivió de trabajos irregulares y como jornalero. Cuando Süjbaatar tenía 6 años, la familia se trasladó a un lugar cerca del consulado del Imperio Ruso. Allí Süjbator se relacionó con los niños rusos, y aprendió hablar algo el idioma ruso.
A la edad de 14 años, Süjbaatar tuvo la oportunidad de recibir cierta educación de Zaisan Jamyan. Desde los 16 años en adelante, trabajó como sustituto de un jinete Öörtöö por varios años (en aquel momento, los mongoles que eran obligados a hacer ciertos servicios a las autoridades empleaban a menudo a otra gente que los sustituyera).

## Carrera militar
Después de la Declaración de Independencia de Mongolia en 1911, Süjbator se alistó en el Ejército del Janato de Mongolia. En 1912, los consejeros rusos fijaron una escuela militar en Juzhirbulan, y Süjbator fue transferido allí.
Su talento para las tácticas militares, sus habilidades en montar a caballo y su puntería le granjearon el respeto de sus camaradas, y después del entrenamiento se hizo líder de pelotón de la compañía de ametralladora en Juzhirbulan. En 1913 fijó ahí su propio hogar con su esposa Yanjmaa. Habían tenido su primer hijo en 1911, pero los padres de Yanjmaa se opusieron a la relación considerando que Süjbator era demasiado pobre.
En junio de 1914, Süjbator estuvo implicado en un motín contra las malas condiciones y corrupción en el Ejército mongol, pero este episodio parece no haber tenido ninguna repercusión negativa para él. El llamado período de autonomía en Mongolia fue caótico, y en 1917 Süjbator fue destinado a la frontera oriental del país, bajo el mando de Jatanbator Magsarzhav.

## La ocupación china
Entre 1918 y 1919 creció la presión china sobre el joven Estado mongol, mientras Rusia lidiaba con las consecuencias de la Primera Guerra Mundial, la Revolución de Octubre y la guerra civil.
La aristocracia llevó a cabo negociaciones con el embajador chino Chen Yi para suprimir la autonomía de Mongolia. Ese mismo año el general Xu Shuzheng ocupó la capital del país, Niislel Jüree, y forzó al Bogd Khan a firmar un decreto que incorporó a Mongolia dentro de la República de China en el otoño de 1919.
Casi al mismo tiempo se fundaron dos sociedades secretas, que se unirían más adelante en el Partido del Pueblo Mongol, y Süjbator era miembro de una de ellas.
Después de la invasión china, la imprenta fue clausurada y el Ejército disuelto, así que Süjbator quedó desempleado. Las dos sociedades secretas se unieron a principios de 1920, y comenzaron a poner carteles en los que criticaban al nuevo régimen títere chino.
Hicieron contacto con algunos revolucionarios de la comunidad rusa de Niislel Jüree. A mediados de ese año, varios integrantes del Komintern convencieron a la sociedad secreta de enviar una delegación a Irkutsk. Por lo tanto, se rebautizaron "Partido Popular de Mongolia".
El 25 de julio de 1920, Süjbator pasó de contrabando a través de los puestos de vigilancia chinos una carta del Bogd Jan pidiendo ayuda a la Rusia soviética contra los chinos. La manija ahuecada de su látigo, que utilizó para esconder la carta, se exhibe hoy en un museo en Ulán Bator.
Antes del 19 de agosto, los delegados mongoles habían llegado a Irkutsk y se encontraron con un representante del Gobierno comunista ruso (la Unión Soviética no existió como tal hasta 1922), llamado Gapon. Gapon dijo que Rusia estaba dispuesta a ayudar a Mongolia, pero que los delegados debían explicar qué clase de gobierno deseaban instalar, cómo lucharían contra el enemigo extranjero y cuál sería su política futura. En septiembre de 1920, Danzan, Losol y Chagdarzhav fueron enviados a Moscú vía Omsk, mientras que Süjbator y Choybalsan permanecieron en Irkutsk para recibir entrenamiento militar y para mantener el contacto entre la delegación en Moscú y Mongolia.

## Guerra contra China
Mientras tanto, China había encarcelado a algunos miembros y simpatizantes del Partido. A finales de 1920, las fuerzas blancas antibolcheviques del barón Ungern von Sternberg habían entrado en el este de Mongolia, y a finales de febrero de 1921 ocuparon Niislel Jüree.

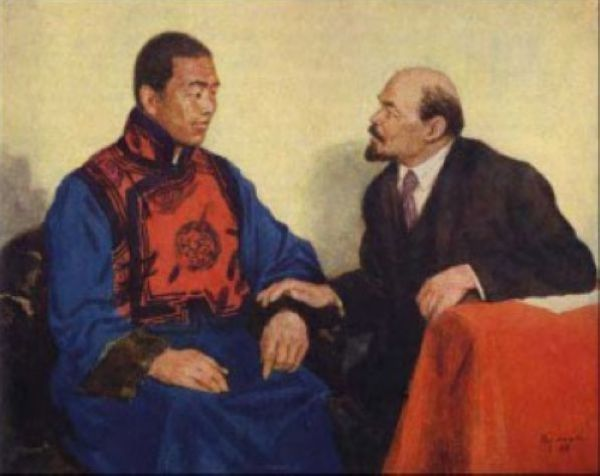
Süjbaatar y Lenin en una reunión en 1921.

Horloogiyn Choybalsan y Chagdarjav fueron enviados nuevamente a Mongolia para establecer contactos con los nobles nacionalistas y otros líderes. El 9 de febrero, Süjbator fue designado comandante en jefe de los partisanos del Partido Popular Mongol. Comenzó a reclutar soldados, y el 20 de febrero los partisanos tuvieron su primer enfrentamiento con las tropas chinas, seguidas por otros choques en los días siguientes.
En el Congreso Fundacional del PPM en Jiagt entre el 1 y el 13 de marzo de 1921, Süjbator fue designado comandante en jefe y elegido otra vez en el nuevo gobierno provisional establecido. Inmediatamente después del Congreso, el Gobierno Provisional y el Comité Central del PPM decidieron liberar a la parte mongol de Jiagt de las tropas chinas, y el 15 de febrero enviaron un ultimátum a las autoridades militares chinas en la ciudad.
Los comandantes chinos se rehusaron a rendirse, y el 18 de febrero las tropas de Süjbator tomaron la ciudad, a pesar de ser mucho menos numerosas. Este día es hoy la Fiesta Nacional de Mongolia. El gobierno provisional se trasladó a la parte mongol de Jiagt y comenzó a establecer los ministerios del Ejército, Finanzas y Asuntos Exteriores, pero cuando al final de la batalla la mayor parte de la ciudad se incendió, el gobierno se trasladó a Altanbulag.
A fines de mayo de 1921, Jiagt fue asediada por las tropas del barón Von Sternberg. Esta ofensiva fue repelida a mediados de junio, con ayuda de las tropas de la República del Lejano Oriente. A finales de junio, los partisanos y el Ejército Rojo decidieron liberar Khüree. Alcanzaron la ciudad el 6 de julio, destruyendo pequeños grupos de las fuerzas del Barón en el camino. El 11 de julio proclamaron un nuevo gobierno, con Süjbator como Ministro de la Guerra, y los poderes del Bogd Jan quedaron limitados a lo meramente simbólico.

## Ministerio y muerte
Süjbator trabajó muy difícilmente en su nueva posición. El nuevo gobierno estaba en una posición realmente insegura, y los rumores de complots anticomunistas emergieron. En 1922 ejecutaron a Bodoo, Chagdarjav, Danzan, al lama Puntsagdorj y otros, alegando que habían colaborado con los enemigos interiores y exteriores del nuevo Estado.
A principios de 1923, en medio de suspicacias oficiales de que Tsagaan Sar planeaba un golpe de Estado, el estado de alarma llegó a ser demasiado extenuante para Süjbator, y terminó muriendo el 20 de febrero de ese año.

## Años posteriores

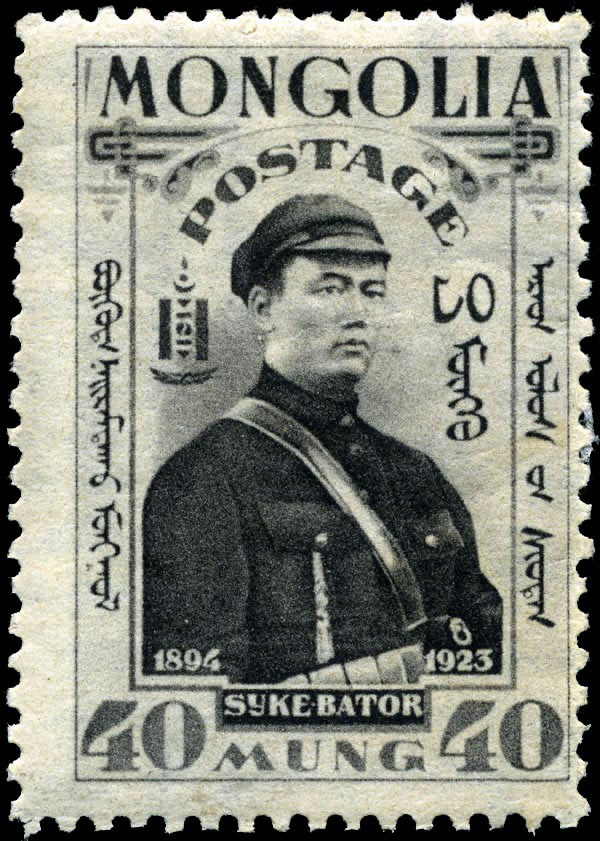
Sello de correos, emitido por la República Popular de Mongolia en 1932, mostrando a Süjbaatar.

En la década de 1940, bajo el gobierno de Horloogiyn Choybalsan, se difundió que Süjbator había sido envenenado, pero publicaciones socialistas posteriores no especifican la causa de la muerte de Süjbator. No obstante, esta versión sigue siendo algo popular en Mongolia.
En honor a Süjbator, el nombre de la capital de Mongolia, Niislel-Khüree, fue cambiado a su nombre actual, Ulán Bator, que significa “Héroe Rojo”, en el año 1924.
En 1954 fue exhumado de su sepulcro en Altan Ölgii y enterrado en un nuevo mausoleo, construido en la Plaza Süjbator. Cuando el mausoleo fue desmontado en 2005, sus restos fueron incinerados y sus cenizas fueron enterradas en su anterior emplazamiento.
Süjbator es recordado hoy como el Héroe Nacional de Mongolia por haber derrotado a los chinos y al barón Ungern von Sternberg, restableciendo así la independencia de Mongolia.
La viuda de Süjbator, Yanjmaa, desempeñó un número de altos cargos en el Gobierno mongol, incluyendo la presidencia temporal.
Una estatua de Süjbator se levanta todavía en la Plaza de Süjbator, delante del edificio del Gobierno mongol, en la capital del país. Otros lugares nombrados en honor de Süjbator incluyen el aimag de Süjbator, el centro del aimag de Selenge y un distrito de Ulan Bator.
Los billetes de tögrög mongol de 5 y 100 (series de 1993) presentan un retrato de Süjbator.
La película de Vsévolod Pudovkin Tempestad sobre Asia (1928) ilustra en clave de ficción épica esta etapa de la Historia de Mongolia.